# Bürg (cràter)
Bürg és un prominent cràter d'impacte situat a la part nord-est de la Lluna, dins de la formació de les restes del cràter inundat de lava designat Lacus Mortis. Al sud i al sud-est es troben els cràters Plana i Mason. A l'oest, més enllà de la vora del Lacus Mortis, apareix el destacat cràter Eudoxus.

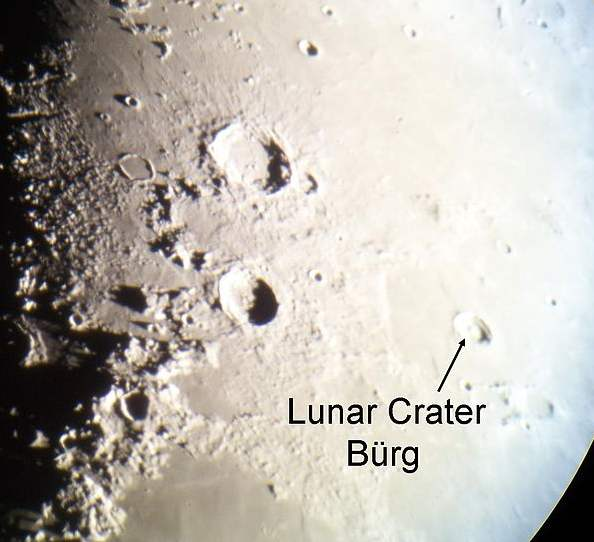
Localització de Bürg
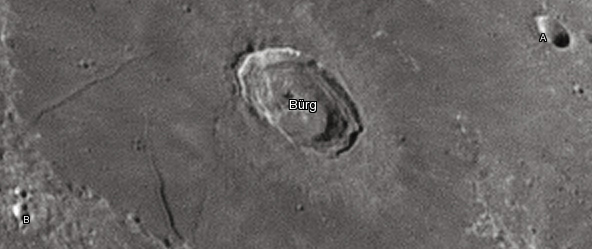
Cràters satèl·lit

La vora de Bürg és gairebé circular, relativament poc desgasda. L'interior té forma de bol, amb una gran muntanya central en el seu punt mig. Al llarg de la cresta de la muntanya alguns observadors han detectat un petit forat, en forma de cràter. El cràter té un sistema de marques radials i, per tant, se li classifica com a part del Període Copernicà.

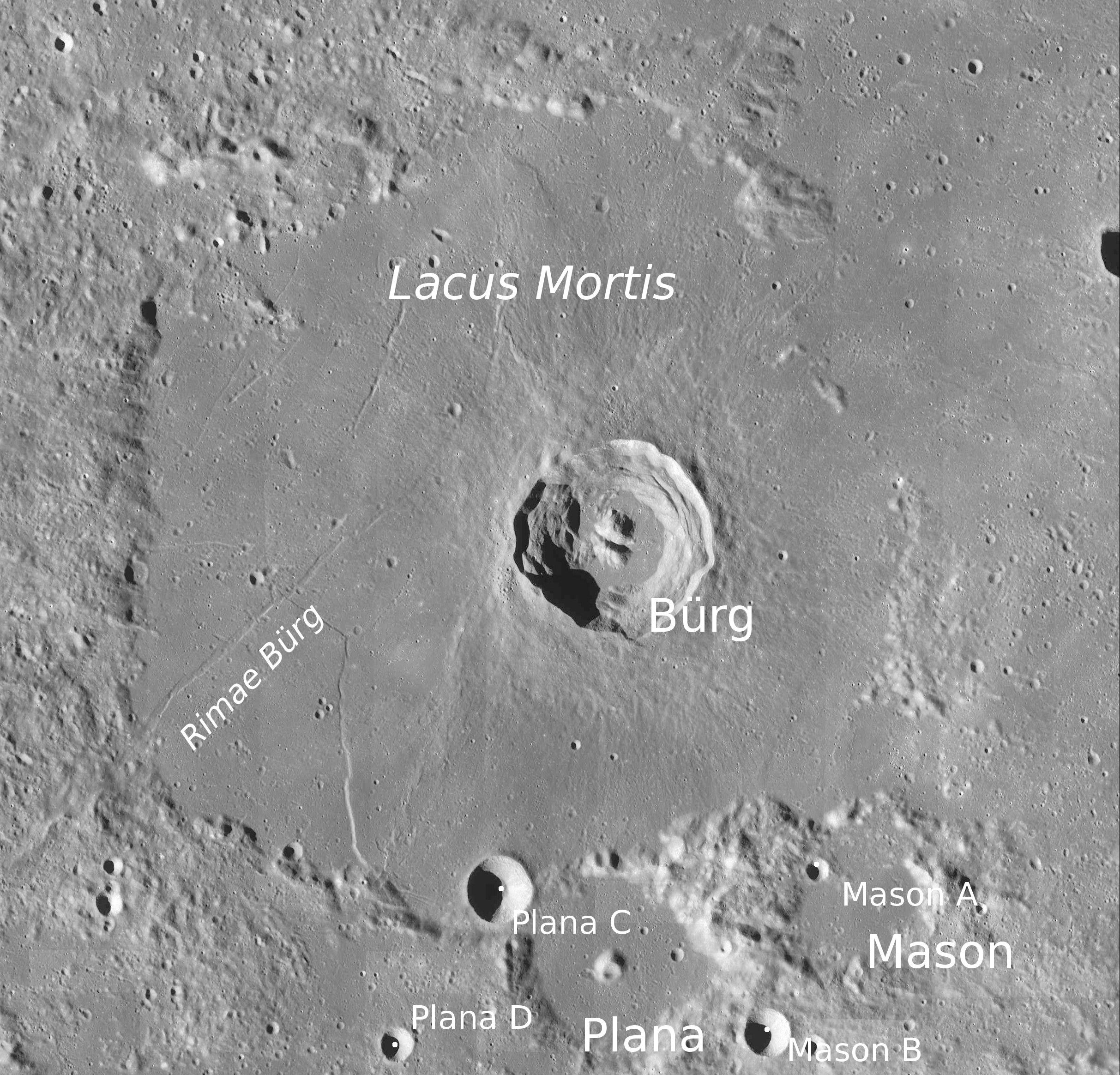
Fotografia de la missió LRO
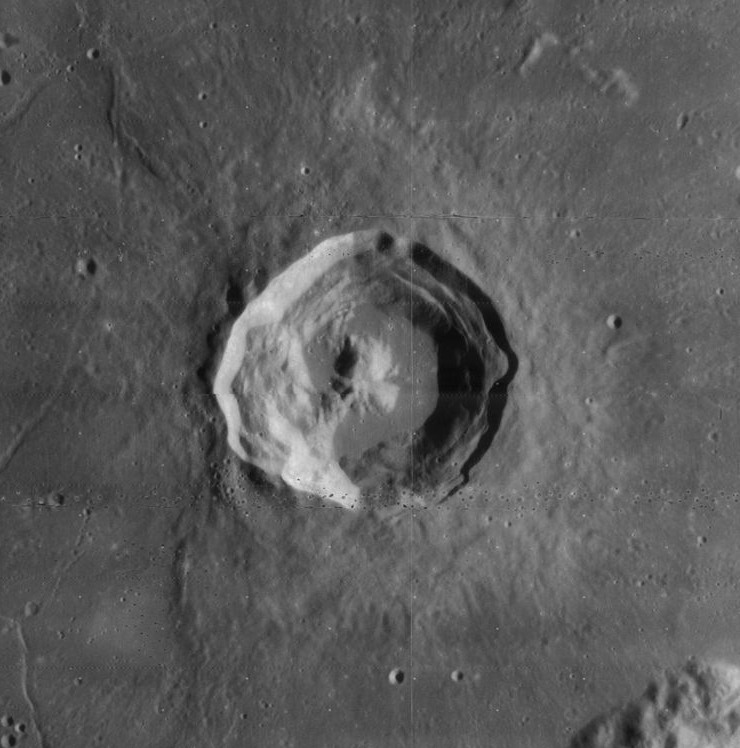
Detall del cràter Bürg (LRO 4)

A l'oest es troba un sistema d'esquerdes anomenades Rimae Bürg, que s'estén al llarg d'una distància d'uns 100 quilòmetres.
Bürg rep el seu nom de Johann Tobias Bürg, un professor que va descobrir l'estrella companya d'Antares (Antares B) durant un esdeveniment d'ocultació en 1819.

## Cràters satèl·lit
Per convenció aquests elements són identificats en els mapes lunars posant la lletra en el costat del punt central del cràter que està més proper a Bürg.
| Bürg | Coordenades                          | Diàmetre |
| ---- | ------------------------------------ | -------- |
| A    | 46° 48′ N, 33° 06′ E / 46.8°N,33.1°E | 12 km    |
| B    | 42° 36′ N, 23° 30′ E / 42.6°N,23.5°E | 6 km     |